# Всемирный день беженцев
Всемирный день беженцев (на других официальных языках ООН: англ. World Refugee Day, араб. اليوم العالمي للاجئين, ‎исп. Día Mundial de los Refugiados, кит. 世界难民日, фр. la Journée mondiale des réfugiés
)  — провозглашен Генеральной Ассамблеей ООН 4 декабря 2000 (Резолюция  № 55/76). Отмечается  20 июня.
Как сказано в резолюции, решение принято по согласованию с Организацией Африканского единства  (ОАЕ), так как ранее в этот день, начиная с 1969 года, отмечался Международный день африканских беженцев (В 2002 году ОАЕ была заменена Африканским союзом).
Права беженцев определяются в конвенции о статусе беженцев, принятой в 1951 году.
В своём послании по случаю Дня беженцев в 2006 году Генеральный секретарь ООН отмечает, что число беженцев в мире находится на самом низком уровне с 1980 года. ООН оказала помощь сотням тысяч людей в осуществлении добровольного возвращения. Однако свыше половины беженцев находится в изгнании свыше пяти лет.
Ежегодно Управление Верховного комиссара ООН по делам беженцев определяет лауреата Премии Нансена, которая вручается во Всемирный день беженцев.

## Тема дня
- 2021 год — «Вместе мы заботимся друг о друге, учимся и сияем».
- 2020 год — «Каждое действие имеет значение»
- 2019 год — «Сделай шаг с беженцами»[1]
- 2018 год — «Сейчас нам больше, чем когда-либо, нужно встать на сторону беженцев»
- 2017 год — «Обращение к беженцам, чтобы прославить наше общее человечество»
- 2016 год — «Мы вместе с беженцами»
- 2015 год — «Давайте объединимся с мужеством»
- 2014 год — «Семья, разделенная войной, - это слишком»
- 2013 год — «Найдите 1 минуту, чтобы помочь семье, вынужденной бежать»
- 2012 год — «У беженцев нет выбора. Ты сделаешь»
- 2011 год — «Поставьте себя на место беженца и сделайте первый шаг, чтобы понять их ситуацию»
- 2010 год — «Дом»
- 2009 год — «Реальные люди — реальные нужды»
- 2008 год — «Каждый человек имеет право искать убежища от преследования в других странах и пользоваться этим убежищем»
- 2007 год — «Новый дом, новая жизнь»
- 2006 год — «Поддерживая пламя надежды»
- 2005 год — «Мужество»
- 2004 год — «Место, которое можно назвать домом»
- 2003 год — «Молодые беженцы: цементируя будущее»
- 2002 год — «Женщины-беженцы»
- 2001 год — «Уважение»